# Caliadne
 (octobre 2018).
Si vous disposez d'ouvrages ou d'articles de référence ou si vous connaissez des sites web de qualité traitant du thème abordé ici, merci de compléter l'article en donnant les références utiles à sa vérifiabilité et en les liant à la section « Notes et références ».
Caliadne (en grec ancien : Καλιάδνη / Kaliádnē ; aussi appelée Caliadna), est une naïade du Fleuve Nil, et donc présumément la fille de ce dernier, issue de la mythologie grecque. 
Cette divinité est principalement connue pour être l'une des épouses d'Égyptos et la mère d'Euryloque, Phantes, Peristhenes, Hermus, Dryas, Potamon, Cisseus, Lixus, Imbrus, Bromius, Polyctor, et Chthonios. Ceux-ci marièrent les filles de leur tante, la naïade Polyxo, épouse du Roi d'Argos, Danaos. Celles-ci, douze des cinquante Danaïdes, assassinèrent les fils de Caliadne pendant leur nuit de noces, sur l'ordre de leur père.